# ネクスト (有価証券市場)
ネクスト (Next) は、名古屋証券取引所が開設する新興企業向けの株式市場である。旧名称はセントレックス(Centrex)。

## 概要
1999年（平成11年）10月に開設。新興企業の活動支援を担う。18社が上場している（2024年2月28日現在）。
セントレックスという名称の由来は中部地方の「中部」から「セントラル」 (central) と、ラテン語の「王様」を意味するレックス (rex) の造語。
2022年4月4日に東京証券取引所が新市場区分（プライム市場・スタンダード市場・グロース市場）へ移行した事に伴い、名古屋証券取引所もこれに合わせて、同日付でセントレックスの名称をネクストへ変更した。
東京証券取引所グロース市場、アンビシャス、Q-Boardと比較して、上場基準が緩い（流通株式比率の規定はなし、株主資本が負（債務超過）の場合や、営業利益が負（赤字決算）の場合でも新規上場が可能など）。

## 沿革
- 1999年（平成11年）10月 - セントレックスとして開設。
- 2005年（平成17年）11月4日 - 相場報道システムに障害が発生し取引停止。
- 2022年（令和4年）4月4日 - 名称をネクスト市場へ変更。

## 問題点
前述の通り上場基準が緩いため、ネット系証券会社が事業継続性や信用力に乏しい企業を上場させる例が見られ、審査に疑問を投げかける投資家も多い。特に、上場市場がセントレックス、主幹事がエイチ・エス証券、会計監査が中央青山監査法人（みすず監査法人に改名した後解散）の場合を三点セットなどと揶揄された。名証を含め地方市場を取り扱う証券会社が少ないために投資家の買いが入りにくい傾向にあり、投資家に人気の新規公開銘柄においても、初値が公開価格を割り込むことが多い。
2008年1月25日、金融庁は名古屋証券取引所に対し、セントレックスへの上場審査に関して不備があったとして、業務改善命令を出したことを発表した。